# Port Augusta
Port Augusta – miasto w Australii, w stanie Australia Południowa, nad Zatoką Spencera. Liczy 13 829 mieszkańców według stanu na 2021 rok.

## Miasta partnerskie
- Concepción de La Vega